# Henry Hartsfield
Henry Warren "Hank" Hartsfield, Jr. (Birmingham (Alabama), 21 november 1933 – Houston, 17 juli 2014) was een Amerikaans officier van de United States Air Force en astronaut bij de National Aeronautics and Space Administration.
Hartfield behaalde in 1954 een Bachelor of Science graad in de fysica aan de Auburn University. Vervolgens studeerde hij verder aan de Duke University en het Air Force Institute of Technology. In 1971 behaalde hij een Master of Science graad in ingenieurswetenschappen aan de University of Tennessee.
Hij was in de U.S. Air Force ingetreden in 1955 waar hij naast de bovenstaande opleidingen ook een vliegopleiding kreeg en dienstdeed in het 53rd Tactical Fighter Squadron in het Duitse Bitburg. Van 1966 tot 1969 was hij toegewezen aan het Manned Orbiting Laboratory programma van de USAF. Toen dit werd opgeheven werd hij overgedragen aan de NASA. In totaal vloog hij 7.300 uur waarvan 6.150 uur op de F-86, F-100, F-104, F-105, F-106, T-33 en T-38 straaljagers.
Bij de NASA was hij lid van de astronaut support crew bij de Apollo 16-missie en de tweede, derde en vierde Skylab-missie. Hij werd reservepiloot binnen de astronautencrew van de STS-2 en STS-3 missies. In 1982 werd hij lid van de crew zelf.
Hij vertoefde 483 uur in de ruimte met de missies STS-4 in 1982 in de Columbia, STS-41-D in 1984 als commandant van de maiden trip van de Discovery en STS-61-A in 1985 als commandant van de wat later de laatste succesvolle vlucht van de Challenger zou blijken.
Na 1985 nam hij beleidsverantwoordelijkheid op binnen het Lyndon B. Johnson Space Center waar hij in 1998 op rust ging. Van 1998 tot 2005 was hij actief in het management van het ruimtevaartbedrijf Raytheon.
Hartsfield overleed aan de complicaties van een rugoperatie in 2014. Henry Hartsfield kreeg een rustplaats in het Arlington National Cemetery in Arlington.

## Eretekens
- Air Force Meritorious Service Medal
- General Thomas D. White Space Trophy for 1973 (1974)
- Alabama Aviation Hall of Fame (1983)
- Distinguished Civilian Service Award (DOD) (1982)
- NASA Distinguished Service Medals (1982,1988)
- NASA Space Flight Medals (1982, 1984, 1985)
- NASA Exceptional Service Medal (1988)
- Eredoctoraat Auburn University (1986)
- Toegevoegd aan de U.S. Astronaut Hall of Fame (2006)